# 3,7 cm PaK 36

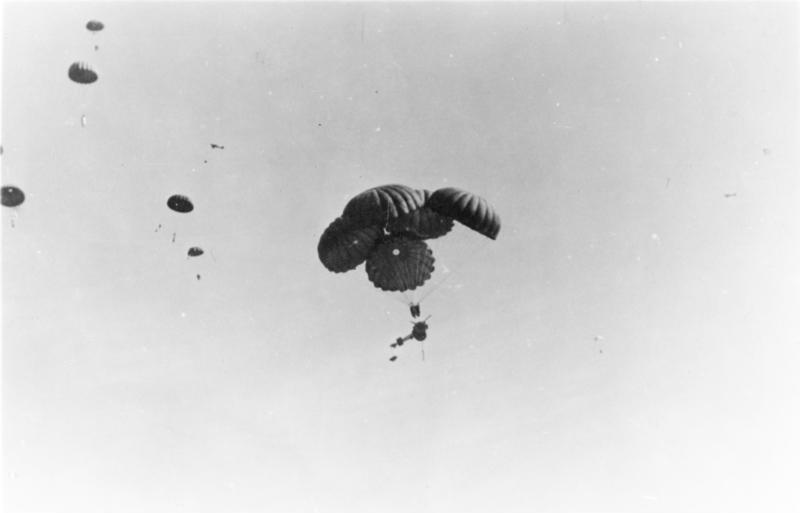
PaK 36 som landsätts med fallskärm på Kreta under Slaget om Kreta i maj 1941.

3,7 cm PaK 36 (Panzerabwehr Kanone 36, pansarvärnskanon modell 36) var en tysk pansarvärnskanon med 37 mm kaliber. PaK 36 var tyska arméns standardbeväpning (avseende pansarvärnskanon) vid början av andra världskriget. Det visade sig dock snabbt, särskilt sedan tyskarna stött på den sovjetiska T-34 stridsvagnen 1941, att PaK 36 hade klart otillräckliga prestanda. Granaten slog helt enkelt inte igenom pansaret på fiendens medeltunga och tunga stridsvagnar. På grund av detta gav de tyska soldaterna kanonen öknamnet Heeres Anklopfsgerät (ung. "armens dörrknackare"). PaK 36 ersattes i de flesta förband 1941–1942 av tyngre och effektivare vapen som 5 cm PaK 38 och 7,5 cm PaK 40.
| Amumunition | Vikt  | Mynnings hastighet | Genomslag i pansar vid 30° vinkel | Genomslag i pansar vid 30° vinkel | Genomslag i pansar vid 30° vinkel | Genomslag i pansar vid 30° vinkel | Genomslag i pansar vid 30° vinkel |
| Amumunition | Vikt  | Mynnings hastighet | 100 m                             | 500 m                             | 1000 m                            | 1500 m                            | 2000 m                            |
| ----------- | ----- | ------------------ | --------------------------------- | --------------------------------- | --------------------------------- | --------------------------------- | --------------------------------- |
| Pzgr        | 0,685 | 745 m/s            | 34                                | 29                                | 22                                | 19                                | -                                 |
| Pzgr40      | 0,368 | 1020 m/s           | 64                                | 34                                | -                                 | -                                 | -                                 |